# اندرز خسرو قبادان
اندرز خسرو قبادان اندرزنامهٔ کوتاهی از خسرو انوشیروان پسر قباد یکم است که در متون پهلوی به چاپ رسیده و دربردارندهٔ سخنانی است که انوشیروان به گفته‌ی این نویسه هنگام مرگ برای مردم جهان بازگو داشته‌ است. آغاز نوشتار دربارهٔ بی‌ارزشی جهان مادی (استومند) است (بند ۱). سپس اندرزهایی برای همگان در همین زمینه می‌آید. از بند ۸ تا ۱۰ اندرزهایی برای هرکسی (به صیغهٔ دوم‌شخص مفرد فعل امر) است. در پایان اندرز دیگری برای مردمان است (هر کس باید بداند...) و در آن پرسشهایی پیش نهاده شده و بی درنگ خود به آنها به صیغهٔ اول‌ شخص مفرد فعل مضارع (من می‌دانم که...) پاسخ داده‌ است. این اندرزنامه نیز اساساً از گونه اندرزنامه‌های دینی است. این متن به فارسی ترجمه شده‌ است.  